# ۲:۲۲ (فیلم ۲۰۰۸)
۲:۲۲ (به انگلیسی: 2:22) فیلمی محصول سال ۲۰۰۸ و به کارگردانی فیلیپ گوزمن است. در این فیلم بازیگرانی همچون مایک روسی، رابرت میانو، آرون گالاگر، جرج ای. خیمنز، بروس کیربی، سیلی بیرمینگهام، وال کیلمر و پیتر دابسن ایفای نقش کرده‌اند.